# Боденс, Люсьен
Люсье́н Жан-Бати́ст Бо́денс (фр. Jean Baptiste Lucien Baudens; 3 апреля 1804, Эр-сюр-ла-Лис — 27 декабря 1857, Париж) — французский военный хирург.

## Биография
Боденс родился 3 апреля 1804 года в Эр-сюр-ла-Лис на севере Франции в семье Жана-Луи Боденса, торговца простынями, и Марии-Аделаиды Баклен в конце французского консулата и за месяц до Первой империи Наполеона I (18 мая 1804 года).
После изучения медицины в Медицинской службе Вооружённых сил Франции при Страсбургском университете, затем в Париже (военный госпиталь Валь-де-Грас) он получил степень доктора медицины в 1829 году. Он участвовал во французском завоевании Алжира после захвата Алжира в 1830 году, затем Константина, Медеи, Маскары, Тлемсена, и Милианы с генералом Пьером Бертезеном. Он служил в африканской армии десять лет и восемь раз был награжден орденом армейского корпуса. В 1831 году он стал кавалером ордена Почётного легиона, а в 1835 году - офицером.
В 1832 году он перевел французский военный госпиталь из казарм турецких каратистов в загородный дом Хусейна III и преобразовал его в военно-учебный госпиталь, а затем в военно-медицинскую школу. В 1836 году больница закрылась, и Боденс покинул страну. Он был назначен профессором в Лилле, а затем в военном госпитале Валь-де-Грас. В 1852 году он был назначен генеральным врачом-инспектором.
Уже в 1837 году он настаивал на двойном опыте, необходимом для военного хирурга: одновременно на поле боя и в госпитале. Он был защитником ранних ампутаций, выполненных с истинной регулярностью, максимально дистальных, чтобы сохранить длину и лоскуты, достаточные для будущего оборудования. Это современная рекомендация по выполнению ампутаций в военной травматологии, которая необходима для функционального оборудования. Он был первым, кто описал «концепцию циркулярной проводки при переломе нижней челюсти».
В 1853 году во Французской академии наук он изложил основные принципы и правила поведения, обеспечивающие правильное использование хлороформа, и считал этот препарат наиболее эффективным и успешным в военной хирургии.
Во время Крымской войны в 1855 году он был направлен маршалом Вайяном в качестве эксперта. Его миссия заключалась в инспектировании медицинской службы армии и составлении отчета о состоянии военных госпиталей и санитарных машин. На месте он помогал раненым и больным солдатам, принимая меры против служебного корпуса и отделяя раненых и солдат, страдающих тифом Он был впечатлен работой Дочерей Милосердия Святого Винсента де Поля, Русских Сестер Воздвижения Креста и особенно Флоренс Найтингейл.

«Эта хрупкая молодая женщина [...] обнимала своей заботой больных трех армий.»
Оригинальный текст (англ.)«This frail young woman [...] embraced in her solicitude the sick of three armies.»
— Lucien Baudens, La guerre de Crimée, les campements, les abris, les ambulances, les hôpitaux, p.104
Он отметил, что в Пере, из 46 умерших офицеров 42 умерли от болезней. Он писал о том, что французские врачи и носильщики оказали помощь 8 000 раненым русским солдатам, оставшихся на поле боя после сражения на Чёрной речке 16 августа 1855 года. Но их товарищи, не поняв этой инициативы, атаковали их артиллерией. Тогда он предложил, чтобы все медицинские работники носили общий отличительный знак, по возможности одинаковый для всех армий, но это предложение не было принято, и его идея была забыта.
Он сообщил, что хлороформ был успешно использован при лечении более 25 000 раненых (более 8% от общей численности личного состава).
Сам Боденс заболел тифом и, вернувшись в Париж, умер 27 декабря 1857 года в возрасте 53 лет.

## Работы
- Cystotomie suspubienne, réduite à son plus haut degré de simplicité par un nouveau procédé opératoire. — April 15, 1829.
- Clinique des plaies d'armes à feu. — 1836.
- Leçons sur le strabisme et le bégaiement, faites à l'hôpital militaire du Gros-Caillou :  [фр.]. — 1841.
- Relation historique de l'expédition de Tagdempt :  [фр.]. — 1841.
- Nouvelle méthode des amputations - Premier mémoire, amputation tibio-tarsienne :  [фр.]. — 1842.
- Discours prononcé le 25 septembre 1843 à la distribution des prix de l'hôpital militaire de perfectionnement au Val-de-Grâce :  [фр.]. — 1843..
- Mémoire sur un nouveau traitement de l'hydrocèle : Lu à l'Académie des sciences le 9 décembre 1850. — 1851.
- Des règles à suivre dans l'emploi du chloroforme. — 1853.
- Mémoire sur les solutions de continuité de la rotule - Description d'un appareil curatif nouveau pour le traitement des fractures transversales. — 1853.
- Efficacité de la glace combinée à la compression pour réduire les hernies étranglées et combattre la péritonite consécutive :  [фр.]. — 1854.
- Des fractures du membre pelvien, traitées à l'aide de l'appareil de M. Baudens. — 1854.
- Souvenirs d'une mission médicale à l'armée d'Orient :  [фр.]. — 1857.
- La Guerre de Crimée. Les campements, les bris, les ambulances, les hôpitaux, etc. :  [фр.]. — 1858.

## Награды
- Командор ордена Почётного легиона (11 августа 1855);
- Великий офицер ордена Меджидии;
- Член Совета по здравоохранению Министерства обороны;
- Его именем назван военный госпиталь в Бурже, закрытый в 1997 году[4];
- Бюст, созданный художником Филиппом Пуатевеном, находится в Музее здравоохранения парижской армии[12].